# Rally Cataluña de 1973
El Rally Cataluña de 1973, oficialmente 9.º Rally Cataluña-4.º Rally de las Cavas Trofeo Segura Viudas, fue la novena edición y la decimoquinta ronda de la temporada 1973 del Campeonato de España de Rally. Se celebró del 24 al 25 de noviembre. La prueba se recuperó luego de ocho años sin celebrarse y con la fusión del Rally de las Cavas prueba que venía organizando el propio RACC desde 1970.

## Recorrido
La prueba comenzaba con un recorrido de concentración con meta en San Sadurní de Noya y salidas desde Andorra, Lérida, Tarragona y Gerona. Posteriormente y reunidos todos los participantes en la heredad Segura Viudas se disputaron las catorce especiales repartidas en tres etapas comenzando el sábado a las 16:00 horas y terminando la madrugada del domingo en frente del local social del RACC en Tarragona.
| Día     | Tramo | Nombre            |
| ------- | ----- | ----------------- |
| Etapa 1 | TC1   | Las Mayolas       |
| Etapa 1 | TC2   | Torá-Solsona      |
| Etapa 1 | TC3   | Coll de Jou       |
| Etapa 1 | TC4   | La Mina           |
| Etapa 2 | TC5   | Santiagosa        |
| Etapa 2 | TC6   | Ossor-San Hilario |
| Etapa 2 | TC7   | Coll de Ravell    |
| Etapa 2 | TC8   | Les Solanes       |
| Etapa 2 | TC9   | Estenalles        |
| Etapa 2 | TC10  | Montserrat        |
| Etapa 3 | TC11  | La Llacuna        |
| Etapa 3 | TC12  | Las Ventosas      |
| Etapa 3 | TC13  | La Musara         |
| Etapa 3 | TC14  | Prades            |

## Clasificación final
| Pos. | Piloto                | Copiloto                  | Automóvil                 | Tiempo  | Diferencia |
| ---- | --------------------- | ------------------------- | ------------------------- | ------- | ---------- |
| 1.   | Salvador Cañellas     | Daniel Ferrater           | SEAT 1430-1800            | 2:09:50 | 0.0        |
| 2.   | Juan Fernández        | Federico van der Hoeven   | Porsche 911 Carrera       | 2:10:21 | +0:30      |
| 3.   | Marc Etchebers        | Marie Christine Etchebers | Porsche 911 Carrera       | 2:12:20 | +2:29      |
| 4.   | Tito Serra            | Jorge Chi                 | Porsche 911 S             | 2:12:44 | +2:53      |
| 5.   | Joan Vinyes Sr.       | Natividad Dabad           | Porsche 911 S             | 2:15:58 | +6:07      |
| 6.   | Salvador Servià       | Massanas                  | SEAT 1430-1600            | 2:16:21 | +6:31      |
| 7.   | Juan Carlos Pradera   | Ricardo Comyn             | SEAT 124-1600             | 2:17:58 | +8:07      |
| 8.   | Josep María Fernández | Alfred Cortel             | Alpine-Renault A110 1600S | 2:18:33 | +8:43      |
| 9.   | «Crady»               | Víctor Fernánedz          | Porsche 914/6 GT          | 2:19:00 | +9:09      |
| 10.  | Manuel Juncosa        | «Artemi»                  | SEAT 1430-1755            | 2:20:16 | +10:25     |